# Антагор
Антаго́р (др.-греч. Ἀνταγόρας) — в греческой мифологии сын Еврипила с Коса, пастух,  сражавшийся с Гераклом , когда тот по пути из Трои потерпел кораблекрушение у острова Кос. Вероятно убит им. 
Антагор гнал стадо овец мимо только что выбравшихся на берег и выжимающих мокрую одежду Геракла и его спутников. В ответ на просьбу Геракла подарить им барана отличавшийся могучим телосложением Антагор вызвал Геракла на поединок, предложив барана в качестве награды победителю. Измотанный бурей Геракл вызов принял, но в последующей схватке , когда на помощь Антагору пришли меропы, Геракл изнемог и бежал, переодевшись в женское платье, после чего одолел их .